# Flugplatz Dauborn

i7
i11
i13
Der Flugplatz Dauborn ist ein Sonderlandeplatz im Ortsteil Dauborn der Gemeinde Hünfelden in Hessen. Er wird durch den Main-Taunus-Flug Dauborn e. V. betrieben.

## Lage
Der Flugplatz liegt etwa 2,5 km nordöstlich von Hünfelden im Landkreis Limburg-Weilburg. Naturräumlich liegt er im Taunus.

## Flugbetrieb
Der Flugplatz Dauborn hat keine geregelten Öffnungszeiten (PPR). Er ist zugelassen für Ultraleichtflugzeuge sowie Motorflugzeuge bis 2000 kg höchstzulässiger Flugmasse. Abweichend von der luftrechtlichen Zulassung findet ausschließlich Flugbetrieb mit Ultraleichtflugzeugen statt. Der Flugplatz verfügt über eine 400 m lange und 30 m breite Start- und Landebahn aus Gras.